# 科尔布森
科尔布森（德語：Korbußen）是德国图林根州的市镇，隶属于格赖茨县。总面积为7.21平方千米，截至2023年12月31日总人口为428人。